# Saint-Pierre-Langers
Saint-Pierre-Langers ist eine französische Gemeinde mit 621 Einwohnern (Stand: 1. Januar 2022) im Département Manche in der Region Normandie. Sie gehört zum Kanton Avranches und zum Arrondissement Avranches.
Sie grenzt im Nordwesten an Saint-Pair-sur-Mer, im Nordosten an Saint-Jean-des-Champs, im Osten an La Lucerne-d’Outremer, im Südosten an Sartilly-Baie-Bocage und im Südwesten an Jullouville.

## Bevölkerungsentwicklung

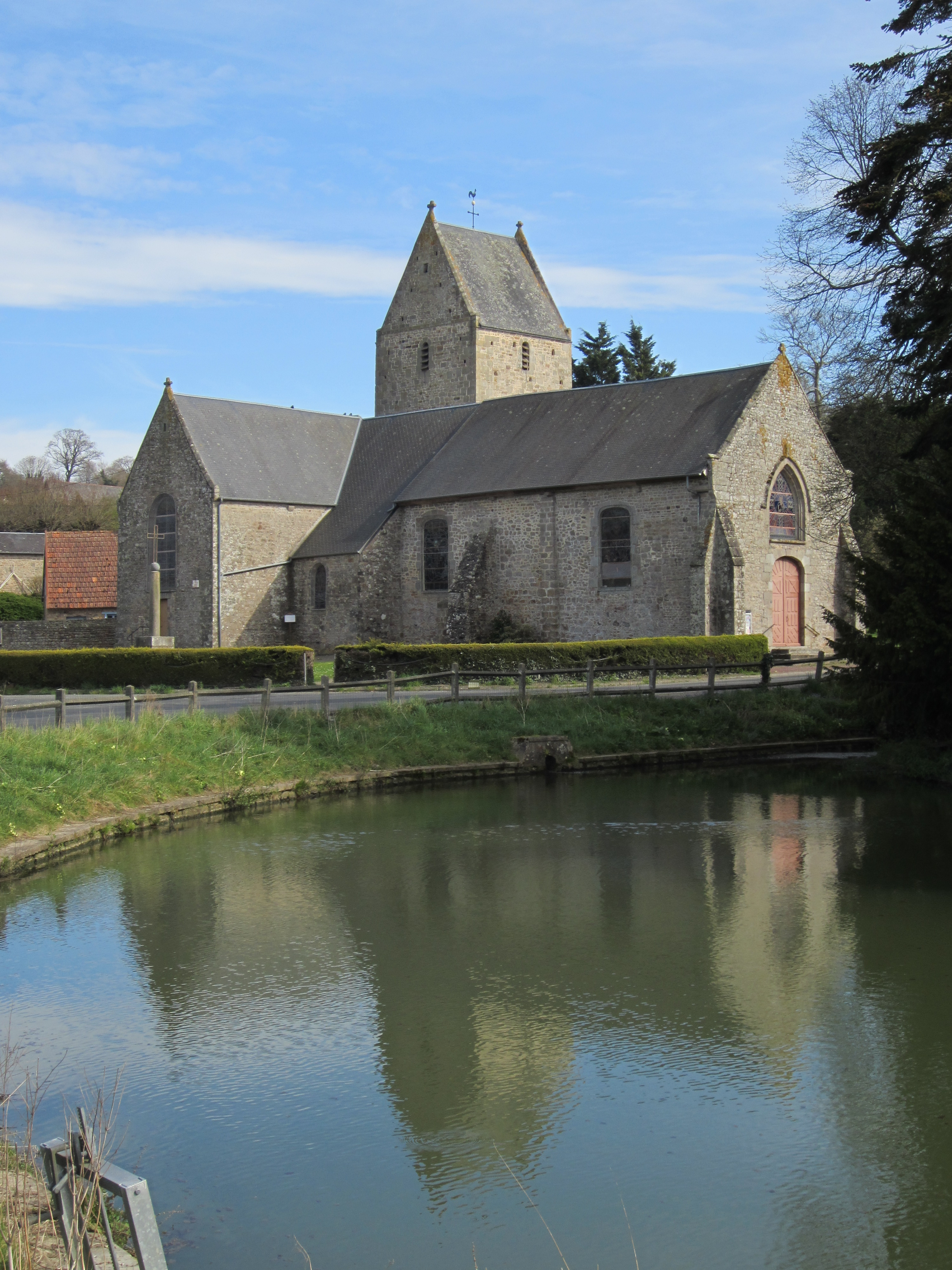
Kirche Saint-Pierre, erbaut im 12. und erneuert im 18. Jahrhundert

| Jahr      | 1962 | 1968 | 1975 | 1982 | 1990 | 1999 | 2008 | 2018 |
| --------- | ---- | ---- | ---- | ---- | ---- | ---- | ---- | ---- |
| Einwohner | 438  | 376  | 343  | 378  | 357  | 386  | 526  | 611  |